# 張進思
張進思（？—？），字忠甫，山西沁州人，軍籍，明朝政治人物。

## 生平
嘉靖三十一年（1552年）壬子科山西鄉試第八名舉人。嘉靖三十八年（1559年）中式己未科會試第一百五名，三甲第四十八名進士。授浙江会稽知县，升太仆寺丞，终户部广东司郎中。

## 家族
曾祖張興；祖父張善；父張佐，母盧氏；繼母溫氏。具慶下。弟進德。